# Бунделкханд
Бунделкханд (англ. Bundelkhand, гінді बुन्देलखण्ड) — історична область у центральній частині Індії (на території штатів Мадг'я-Прадеш і Уттар-Прадеш), де поширена бунделі — мова, близька до гінді.

## Етимологія
Назва «Бунделкханд» з'являється в XIV столітті і пов'язана з кланом раджпутів, що переселилися сюди з південних районів Індії.

## Межі
Змінення меж Бунделкханду розглянуто в монографії К. Шаха «Стародавній Бунделкханд» (1988). Згідно з цією працею, регіон включає п'ять округів штату Уттар-Прадеш (Банда, Гамірпур, Джалаун, Джхансі, Лалітпур) і шість — Мадг'я-Прадеш (Датія, Тікамгарх, Панна, Чхатарпур, Сагар, Дамох).

## Історія

### Давні часи
«Ріґведа» згадує про існування на цій території арійського царства Чеді, створеного однойменною групою народів, що проживали на південь від річки Джамна. Столицею Чеді було місто Суктіматі. Чеді також згадується як місце 13-річного вигнання Пандавів у «Магабгараті». Деяких чеді згадано в цьому епосі на ім'я серед учасників битви на Курукшетрі.

### Середньовіччя
На 1000-й рік на цій території виникла держава раджпутського клану Чанделла. Вона охоплювала Східний Доаб, Варанасі, частину Західної Бенгалії. Якийсь час столицею Чанделлів був знаменитий Кхаджураго. Але 1182 року Чанделла були повалені Притвіраджем, правителем Делі і Аджмера.
У XIV столітті цю територію стали заселяти раджпути з клану Бундела, спорідненого з Чанделла. Для контролю за пересіченою місцевістю (тут лежить гірський масив Віндг'я) раджпутам доводилося будувати та зміцнювати фортеці. Водночас, складний рельєф місцевості допомагав їм упродовж століть чинити опір мусульманам-завойовникам.
1203 року тюркський воєначальник Кутб ад-Дін Айбек, якого послав правитель Гура Мухаммед-шах, захопив раджпутську фортецю Калінджар, а за три роки — заснував незалежний від Гура Делійський султанат. Протистояння між раджпутами і Делійським султанатом тривало протягом усього періоду існування цієї держави: останній із делійських султанів, Шер Шах, загинув 1545 року під час облоги фортеці Калінджар в Бунделкханді.

### Новий час
Першим правителем, який досяг умиротворення раджпутів, став Акбар Великий, третій падишах із династії Великих Моголів. 1565 року він завоював Калінджар.
Жителі регіону були незадоволені запровадженням «джиз'ї» — подушного податку для немусульманів. На початку правління Шаха Джахана в Бунделкханді відбулося повстання (1628—1635), придушенням якого керував один із його синів — Аурангзеб.
1671 року 22-річний магараджа Чхатрасал Бундела став лідером антимогольського руху в регіоні: він відвоював частину Бунделкханду у моголів і зробив столицею своїх володінь Панну. Наступний каральний похід могольського імператора Аурангзеба 1684 року не зміг повністю знищити опір у регіоні, оскільки незабаром більшу частину військ довелося направити на боротьбу з Шиваджі і створеною ним державою маратхів у Декані. 1730 року об'єднані сили раджпутів і маратхів остаточно вигнали моголів з Бунделкханду. В обмін на допомогу маратхів у вирішальній битві з моголами, за заповітом Чхатрасала третину його володінь передано після смерті 1732 року Баджі Рао I — пешві Маратха.
У XVIII столітті раджпути вели невдалі воєнні дії проти маратхів і сикхів, унасідок яких маратхам удалося підкорити весь Бунделкханд.
1802 року маратхи поступилися частиною Бунделкханду британцям. Для управління цими землями створено агентство Бунделкханду. Інші князівства визнали британське панування 1817 року. Маркіз Далхаузі активно зміщував дрібних князьків Бунделкханду та окуповував їхні володіння. З цієї причини Бунделкханд став одним із осередків повстання сипаїв. Лідеркою опору англійцям тут стала княгиня маратхського князівства Джхансі Лакшмі Баї.

### Сучасність
Місцеві політики вже кілька десятиліть вимагають виділення у складі Індії окремого штату Бунделкханд зі столицею в Джхансі.

## Економіка
Бунделкханд багатий природними ресурсами: лісовими (палісандр, тик, сандалове дерево тощо), водними (річки Джамна, Чамбал, Інд тощо), мінеральними (граніт, мармур, уран, алмази, золото, вугілля, азбест тощо). Крім того, регіон має значний туристичний потенціал, оскільки тут розташовані Кхаджурахо, Калінджар, Махоба, Джхансі та інші міста з цікавою історією, а також багато місць для паломництва.
Попри це Бунделкханд належить до найбідніших і малорозвинених регіонів Індії. Тут переважає екстенсивне землеробство, на яке значно впливають часті посухи й мусони. Серед місцевих селян і фермерів нерідкі випадки самогубств у періоди неврожаїв через неможливість виплатити сільськогосподарські кредити банкам або зростання напруженості в сім'ї: У 2009 році зареєстровано 568 випадків суїциду серед фермерів, у 2010-му — 583.

## Цікаві факти
Згідно з романом «Таємничий острів», один із правителів Бунделкханду на ім'я Даккар після поразки повстання сипаїв заточив себе в підводному човні.
|             |  |                      |  |                                          |
| Храм Лакшмі |  | Княжий палац у Орчзі |  | Мавзолеї правителів Бунделкханда в Орчзі |